# Stirb nicht vor mir
"Stirb nicht vor mir / Don't die before I do" er en sang fra albummet Rosenrot (2005) af Rammstein. Sangen er en duet mellem Till Lindemann og Sharleen Spiteri.
Modsat Rammsteins vane synges sangen for Sharleen Spiteris vedkommende på engelsk.
| Musik | Spire Denne musikartikel er en spire som bør udbygges. Du er velkommen til at hjælpe Wikipedia ved at udvide den. |